# شينجي كاوادا
شينجي كاوادا (川田紳司 كاوادا شينجي) هو مؤدي أصوات ياباني ولد في 6 أكتوبر 1971م في توتشيغي.

## أدواره في الأنمي

### مسلسلات أنمي تلفزيونية
- ناروتو - شينو أبورامي
- ناروتو شيبودن - شينو أبورامي، بيسكي
- بوروتو: ناروتو نكست جينيريشنز - شينو أبورامي
- روك لي وأصدقائه النينجا - شينو أبورامي
- بوسو رينكين - غوتا ناكامورا
- سكول رمبل - هاروكي هاناي
- سكول رمبل: الفصل الدراسي الثاني - هاروكي هاناي
- موشيشي - كاي
- التنين الأزرق - شاهين
- باكومان - هيشي
- جاينت كيلينغ - يوشينوري ساكاي
- كاتاناغاتاري - مانيوا كاواوسو
- فايبرز كريد - رودرا
- ميري آكلة الأحلام - غريتشو
- أرشيف دانتاليان - غالاليو هيوارد
- بنغويندرام - والد ماساكو ناتسومي
- هجوم العمالقة - أوروؤو بوزارد
- هجوم العمالقة: الثانوية - أوروؤو بوزارد
- رايلغان معينة خاصة بالعلم S - والد ميتسكو كونغو
- ساموراي فلامنكو - مخرج الفيديو كليب
- مغامرة جوجو الغريبة: ستارداست كروسيدرز - ربر سول
- بلاك بوليت - هيديهيكو غادو
- صراع الطبخ - كانيتشي كونيشي، يويا توميتا
- دوت هاك ليجند أوف ذا توايلايت - دايسكي
- سرالفة النهاية: معركة ناغويا - والد يويتشيرو هياكويا
- عروس الساحر - كازوكي هاتوري

### أوفا أنمي
- سكول رمبل: حصص إضافية - هاروكي هاناي
- سكول رمبل: الفصل الدراسي الثالث - هاروكي هاناي
- سينت سيا: ذا لوست كانفاس - ثاناتوس
- هجوم العمالقة: مذكرة إلزي - أوروؤو بوزارد

### أفلام أنمي
- فيلم ناروتو شيبودن: الروابط - شينو أبورامي
- فيلم ناروتو شيبودن: إرادة النار - شينو أبورامي
- سلسلة أفلام كود غياس: أكيتو المنفي
  - كود غياس: أكيتو المنفي: الفصل الأول «وصول التنين» - جو وايز
  - كود غياس: أكيتو المنفي: الفصل الثاني «انقسام التنين» - جو وايز
- سينت سيا: ليجند أوف سانكتشواري - كابريكورن شورا

## أدواره في ألعاب الفيديو
- تيلز أوف سيمفونيا - ماغنيوس
- ناروتو: باورفل شيبودن - شينو أبورامي
- ناروتو شيبودن: ألتيميت نينجا ستورم ريفولوشن - شينو أبورامي
- ناروتو شيبودن: ألتيميت نينجا ستورم 4 - شينو أبورامي

## أدواره في الدبلجة اليابانية
- باتمان: الجرأة و الشجاعة - بلاستيك مان
- ألتيميت سبايدرمان - بيتر باركر/سبايدرمان

## وصلات خارجية
- شينجي كاوادا على موقع IMDb (الإنجليزية)
- شينجي كاوادا على موقع ميوزك برينز (الإنجليزية)
- شينجي كاوادا على موقع ديسكوغز (الإنجليزية)
- شينجي كاوادا على موقع قاعدة بيانات الفيلم (الإنجليزية)
- شينجي كاوادا على موقع كينوبويسك (الروسية)
- شينجي كاوادا على موقع ANN person (الإنجليزية)